# Musikearte
Musikearte es un proyecto en Argentina para la recolección de alimentos no perecederos (banco de alimentos), los cuales son destinados a comedores infantiles. Los alimentos son recolectados durante los recitales o conciertos.

## Funcionamiento
Cada grupo que participa del proyecto agrega a sus entradas/flyers una pequeña leyenda solicitando a su público que traiga un alimento no perecedero, el cual es recolectado en la puerta por la gente de Musikearte. Los alimentos son posteriormente entregados a algún comedor de niños que lo esté necesitando.